# غريغ لي
غريغ لي (بالإنجليزية: Greg Leigh) (30 ديسمبر 1994 بمانشستر في المملكة المتحدة - ) هو لاعب كرة قدم بريطاني في مركزي الدفاع والظهير. شارك مع منتخب إنجلترا تحت 19 سنة لكرة القدم. أما مع النوادي، فقد لعب مع برادفورد سيتي ومانشستر سيتي ونادي كرو ألكساندرا.

## وصلات خارجية
- غريغ لي على موقع قاعدة بيانات كرة القدم.إي يو (الإنجليزية)
- غريغ لي على موقع ناشيونال فوتبول تيمز (الإنجليزية)
- غريغ لي على موقع Soccerbase.com (لاعب) (الإنجليزية)
- غريغ لي على موقع Soccerway.com (الإنجليزية)
- غريغ لي على موقع عالم كرة القدم.نت (الإنجليزية)
- غريغ لي على موقع EliteProspects.com (الإنجليزية)
- غريغ لي على موقع AS.com (الإسبانية)